# Chambre des faisceaux et des corporations
Palais Montecitorio, Rome
La Chambre des faisceaux et des corporations (en italien : Camera dei Fasci e delle Corporazioni), était un organe législatif du royaume d'Italie sous la période fasciste, de 1939 à 1943. Elle avait pour fonction de remplacer durant cette période la Chambre des députés.

## Histoire
La première mention de la création de la Chambre des faisceaux et des corporations et de la dissolution de la Chambre des députés est faite en 1934 par Benito Mussolini. Le but étant de remplacer l'ancien appareil législatif en s'adaptant à la vision mussolinienne de l'État. En effet, la nouvelle chambre accueille les représentations des 22 corporations alors présentes en Italie sous Mussolini. La refonte de la Chambre des députés a aussi pour fonction d'instaurer et de renforcer le système fasciste dans un contexte géopolitique fragile.
En effet, alors que l'Italie cherche à étendre son territoire en Afrique, plusieurs pays européens ont condamné la guerre d'Éthiopie. C'est dans ce contexte que Mussolini évoque, le 23 mars 1936, lors d'un de ses discours au palais de Venise, une refonte de la Constitution par le Grand Conseil du fascisme. C'est après deux ans de travaux préparatoires que la formation de la chambre est décidée par le Grand Conseil du fascisme en mars 1938. Par la suite, la loi n°129 du 19 janvier 1939 approuvé par le Sénat et la Chambre des députés que la nouvelle Chambre est officiellement mise en place. 
La Chambre est en fonction lors de la XXXe législature et est dissoute le 5 août 1943 lors de l'entrée en vigueur du décret royal n°705 du 2 août précédent. Ce dernier suspend les activités parlementaires et prévoit l'élection d'une nouvelle assemblée dans les quatre mois suivant la fin de la guerre. La République sociale italienne crée elle-même une Chambre des faisceaux et des corporations dont le siège est à Venise mais qui ne sera jamais réunie.
En 1946, une Assemblée constituante est élue qui institue la République.

## Organisation
La chambre, formée de conseillers nationaux, est constituée de plus de 600 personnes selon la loi. Les conseillers proviennent :
- du Grand Conseil du fascisme ;
- du Conseil national du Parti national fasciste ;
- du Conseil national des Corporations (actif de 1926 à 1930, il est de nouveau remis en activité avec la loi du 19 janvier 1939).

Le Duce fait partie de la Chambre. Le président de cette dernière est nommé par décret royal. Le poste de conseiller national n'est pas cumulable avec le poste de sénateur. Les conseillers nationaux ne sont pas élus par le peuple mais désignés jusqu'à la fin de la législature.

## Nomination
La création de la Chambre des faisceaux et des corporations a été le point culminant de la réduction progressive de l'indépendance du Parlement du royaume d'Italie après la proclamation officielle de la dictature par Mussolini en 1925. Tous les autres partis ont été officiellement interdits en 1926, bien que l'Italie ait été effectivement un État à parti unique depuis un an. Lors des élections de 1929 et 1934, les électeurs se voient présenter une liste unique de candidats fascistes choisis par le Grand Conseil du fascisme.
Aucune élection n'a eu lieu en Italie entre 1934 et 1946. Contrairement aux précédentes élections législatives organisées sous l'ère fasciste, le suffrage populaire a été totalement éliminé. Au lieu de cela, la chambre basse est composée de représentants des différentes sociétés italiennes, conformément au vœu de Benito Mussolini de créer un « État corporatif ».
Les candidats aux quelque 600 sièges sont nommés par trois organes : le Grand Conseil, le Conseil national des membres du Parti national fasciste et les différentes corporations qui représentent l'ensemble du commerce et de l'industrie de l'Italie, fédérées par le Conseil national des Corporations, effectivement aux mains de Mussolini et du Parti national fasciste.

## Fonction
Tout comme le Sénat, la chambre des faisceaux et des corporations agit avec le gouvernement pour créer et mettre en application les lois.

## Présidents de la Chambre
| N. | Portrait | Nom (Naissance–Décès)      | Période          | Période      | Période          | Parti | Parti                   | Législature           | Références |
| N. | Portrait | Nom (Naissance–Décès)      | Début            | Fin          | Durée            | Parti | Parti                   | Législature           | Références |
| -- | -------- | -------------------------- | ---------------- | ------------ | ---------------- | ----- | ----------------------- | --------------------- | ---------- |
| 1  |          | Costanzo Ciano (1876–1939) | 23 mars 1939     | 26 juin 1939 | 95 jours         |       | Parti national fasciste | XXXe (pas d'élection) |            |
| 2  |          | Dino Grandi (1895–1988)    | 30 novembre 1939 | 2 août 1943  | 3 ans, 245 jours |       | Parti national fasciste | XXXe (pas d'élection) |            |